# République populaire de Pologne
1944–1989
Entités précédentes :
- Deuxième République (1939)
- Troisième Reich
- Gouvernement général
- Comité polonais de libération nationale

Entités suivantes :
- Troisième République

La république populaire de Pologne (polonais : Polska Rzeczpospolita Ludowa, PRL) est le nom officiel de la Pologne de 1952 à 1989, période durant laquelle le pays est gouverné par un régime se réclamant du marxisme-léninisme, dominé par le Parti ouvrier unifié polonais.
Le régime est en place dès 1944, mais le pays porte le nom officiel de république de Pologne (Rzeczpospolita Polska) jusqu'en 1952, date de l'adoption d'une nouvelle Constitution. La Pologne est alors membre du COMECON et du pacte de Varsovie dès sa création en 1955, faisant alors partie des régimes de « démocratie populaire » politiquement alignés sur l'URSS au sein du bloc de l'Est.
Depuis sa création, la république populaire de Pologne, dirigée par un parti unique, a été caractérisée par des luttes internes constantes pour la démocratie. Malgré cela, certains progrès majeurs ont été réalisés durant la période de la république populaire de Pologne, telles que l'amélioration des conditions de vie, l'industrialisation rapide, l'urbanisation, l'accès aux soins de santé universels et l'éducation gratuite. La république populaire de Pologne a également mis en œuvre des politiques qui ont éliminé le phénomène des sans-abri et établi une garantie de l'emploi. En conséquence, la population de la Pologne a presque doublé entre 1947 et 1989.

## Prise de contrôle par les communistes

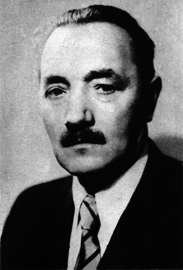
Bolesław Bierut.

Durant la Seconde Guerre mondiale, la Pologne est soumise à une période d'occupation, d'abord, après l'invasion de 1939, par l'Allemagne nazie et l'Union soviétique, puis par l'Allemagne seule après l'ouverture des hostilités germano-soviétiques en 1941. Dans la nuit du 4 au 5 janvier 1944, les premiers chars de l'Armée rouge, repoussant la Wehrmacht, franchissent la frontière soviéto-polonaise ; les combats ne commencent réellement qu'au mois de mars. L'Armia Krajowa, armée de résistance intérieure polonaise, lutte dans un premier temps aux côtés des Soviétiques, mais l'Armée rouge se met dès le mois de mai à désarmer les partisans polonais. Le NKVD réalise plusieurs milliers d'arrestations dans les rangs de la résistance non-communiste. Le 1er août, l'Armia Krajowa déclenche l'insurrection de Varsovie, prévoyant l'arrivée en renfort des Soviétiques ; mais Staline stoppe alors l'offensive de ses troupes, laissant les insurgés se faire écraser par les Allemands.
Le 21 juillet 1944 est officiellement fondé le Comité polonais de libération nationale (Polski Komitet Wyzwolenia Narodowego, ou PKWN, dit Comité de Lublin, du nom de la ville où il est installé à partir du 1er août), qui revendique l'autorité sur la Pologne, en opposition au gouvernement en exil de Londres. Le Krajowa Rada Narodowa (Conseil national de l'intérieur), organisme fondé à la fin 1943 par les Soviétiques et présidé par Bolesław Bierut, assure collectivement la direction de l'État. L’Armée populaire polonaise (Ludowe Wojsko Polskie), seconde incarnation de l'Armée polonaise de l'Est, devient la force militaire du nouveau régime. Un service maintien de l'ordre, la Milice citoyenne (Milicja Obywatelska) est créé. Dans la nuit du 31 décembre 1944 au 1er janvier 1945, ayant reçu le ralliement de Stanisław Mikołajczyk, ancien chef du gouvernement polonais en exil, le Comité de Lublin est rebaptisé gouvernement provisoire de la république de Pologne (Rząd Tymczasowy Rzeczypospolitej Polskiej). Edward Osóbka-Morawski est Premier ministre, avec comme vice-Premiers ministres Stanisław Mikołajczyk et Władysław Gomułka, le premier secrétaire du Parti ouvrier polonais. Le 17 janvier 1945, le gouvernement provisoire s'installe dans Varsovie dévastée. À la conférence de Yalta, Staline peut présenter l'occupation soviétique de la Pologne comme un fait accompli, entérinant la formation d’un gouvernement pro-soviétique, ignorant le gouvernement polonais en exil.

## Situation de la Pologne en 1945

Frontière de la Pologne en 1945.

La Pologne a subi de lourdes pertes lors de la Seconde Guerre mondiale. En 1939, la Pologne comptait 35,1 millions d’habitants et à la fin de la guerre, 19,1 millions. Le premier recensement d’après-guerre dénombre une population de 23,9 millions d’habitants. Près de 21,4 % de la population, soit plus de 6 millions de Polonais ont été tués entre 1939 et 1945,. Les minorités composant la population de la Pologne ont été affectées de façon significative, notamment les Juifs où 90% de la population juive du pays a été exterminée lors de la Shoah polonaise. Avant la Seconde Guerre mondiale, un tiers de la population polonaise était composé de minorités ethniques. Après la guerre, beaucoup ayant survécu avaient immigré.
Plus de 80 % de la capitale polonaise est détruite au cours de l'insurrection de Varsovie. La Pologne, ayant été un pays plutôt agricole comparativement aux nations occidentales, a subi des dommages catastrophiques à ses infrastructures ce qui entraîne un recul industriel encore plus important au lendemain de la guerre. Les pertes au niveau des infrastructures et ressources nationales se chiffrent à plus de 30 % par rapport au potentiel d’avant-guerre.
Le conflit entraîne cependant un gain territorial : à l'issue de longues discussions des Alliés sur la question polonaise, la conférence de Potsdam décide finalement le rattachement à la Pologne de tous les territoires allemands situés à l'est de la ligne Oder-Neisse.
L’immense tâche de reconstruction du pays est accompagnée par les problèmes du nouveau gouvernement pour stabiliser son pouvoir et posséder une base centralisée. Cette tâche est rendue encore plus ardue du fait de la méfiance considérable d’une partie de la population polonaise envers ce nouveau régime.

## Mise en place de la république populaire de Pologne

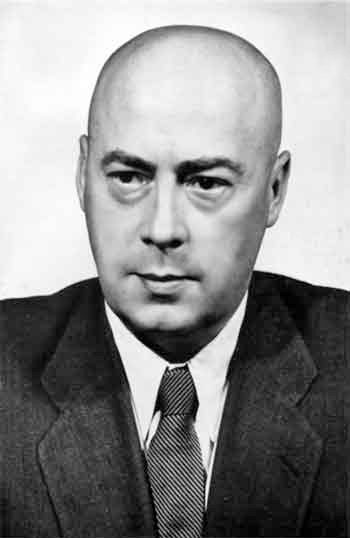
Józef Cyrankiewicz.

Le 30 juin 1946, un référendum entérine plusieurs importantes réformes économiques et sociales décidées par le gouvernement provisoire. Les grandes industries et les entreprises de plus de cinquante salariés sont nationalisées, et les grands domaines fonciers expropriés. Une réforme agraire se traduit par la distribution de près de six millions d'hectares de terres à un million de familles paysannes. Le sénat est aboli, et la nouvelle frontière est approuvée par les résultats officiels.
Dans le courant de l'année 1945, l'appareil de Sécurité de l'État (devenu le ministère de la Sécurité intérieure, Ministerstwo Bezpieczeństwa Publicznego, ou MBP) est suffisamment structuré pour prendre en main le maintien de l'ordre, jusque-là assuré essentiellement par l'Armée rouge et le NKVD. Le MBP dispose de plus de 20 000 fonctionnaires et d'une Milice, et met sur pied une formation militaire, le Corps de Sécurité intérieure (en) (Korpus Bezpieczeństwa Wewnętrznego, ou KBW), avec plus de 30 000 soldats. La Sécurité intérieure met en place une politique répressive d'envergure, multipliant notamment les arrestations dans les milieux de la résistance polonaise, emprisonnant les membres du réseau Liberté et indépendance. Les résistants anti-nazis non-communistes se voient accusés d'avoir été les complices des nazis. Des milliers d'arrestations sont également effectuées dans le cadre d'une politique dite de « pacification » et d'« opérations préventives », visant également des personnes n'ayant aucune activité politique. Des maquis de résistance armée anticommuniste se développent, et sont réprimés par le KBW, le NKVD et l'Armée rouge, ne s'éteignant qu'au début des années 1950.
Jusqu'en 1947, le manifeste du Comité polonais de libération nationale fait office de constitution. Un Bloc démocratique est constitué par le Parti ouvrier polonais, le Parti socialiste polonais, le Parti démocrate et le Parti paysan. Le 19 janvier 1947, des élections marquées par un recours systématique à la fraude et préparées par une intense campagne de propagande accompagnée de milliers d'arrestations dans les campagnes donnent la majorité absolue au Bloc démocratique. La première constitution de la république populaire de Pologne est adoptée. Le 5 février 1947, Bolesław Bierut prend le titre de président de la République et, le lendemain, Józef Cyrankiewicz, membre du Parti socialiste et partisan de l'alliance avec les communistes, devient président du Conseil des ministres. Le Conseil national de l'intérieur est remplacé par le Conseil d'État, dont le président de la République fait partie avec le président de la Diète et le président de la Chambre de contrôle. Stanisław Mikołajczyk, devant l'irrégularité manifeste des élections, quitte le gouvernement, rompt avec les communistes et quitte la Pologne en avril.
En 1947 sous l’influence de l’URSS, la Pologne rejette le plan Marshall et adhère au conseil d'assistance économique mutuelle dominé par les Soviétiques. La collectivisation de l'agriculture sur 20 à 25% des terres cultivables est mise en place à marche forcée, sous la surveillance de la Milice et de la Commission extraordinaire pour la lutte contre les abus et le sabotage, formée en 1945. La Commission procède à des dizaines de milliers d'arrestations, visant en priorité les paysans aisés (dit koulaks) et les « spéculateurs » réels ou supposés. Le procès de l'affaire d'Elbląg, en juillet 1949, illustre ces méthodes d’élimination d'opposants potentiels, dont des rapatriés de France, accusés d'espionnage. Les services de sécurité sont omniprésents dans la vie sociale : à l'été 1949 sont constitués des cellules policières (dites Services de protection, en polonais Referat Ochrony, ou RO), qui existent bientôt dans plus de six cents entreprises. Un réseau de collaborateurs est mis en place et pratique la délation généralisée, renforçant l'atmosphère de terreur politique. L'Église catholique polonaise est mise sous surveillance. Le gouvernement de Varsovie reprochait au Vatican de reconnaitre le gouvernement émigré de Londres et d'encourager l'anticommunisme (le pape Pie XII avait par une encyclique interdit aux catholiques toute collaboration avec les communistes). Le gouvernement communiste et l'épiscopat polonais parviennent cependant à un accord en avril 1950.
L'appareil communiste est également victime de purges, qui ne se traduisent cependant pas par des procès à grand spectacle comme en Tchécoslovaquie communiste ou en république populaire de Bulgarie : Władysław Gomułka, partisan d'une plus grande indépendance politique de la Pologne, est accusé de « déviation nationaliste de droite ». Il est démis en septembre 1948 de ses fonctions de Premier secrétaire du Parti ouvrier polonais et remplacé par Bierut. Du 15 au 21 décembre 1948 a lieu le congrès fondateur du Parti ouvrier unifié polonais (Polska Zjednoczona Partia Robotnicza, ou PZPR), créé par la fusion du Parti ouvrier polonais et du Parti socialiste : cette union des deux partis constitue dans les faits une absorption des socialistes par les communistes, les militants socialistes opposés à la fusion ayant été exclus. Le Parti démocratique (SD) et le Parti paysan unifié (ZSL) (anciennement Parti paysan polonais PSL) sont conservés en tant que faire-valoir du PZPR, pour donner une apparence de multipartisme au sein du Front d'unité nationale (FJN).
Un vaste plan d'industrialisation est mené à partir du début des années 1950. Le ministre de l’Économie, Hilary Minc, fait adopter en juillet 1950 un accord commercial avec l'Union soviétique et un Plan de six ans visant à développer au maximum l'industrie lourde. Le secteur minier se développe rapidement et le combinat métallurgique de Nowa Huta est édifié à proximité de Cracovie.
En 1951, Gomułka est arrêté et inculpé. Le 22 juillet 1952, une nouvelle constitution, partiellement inspirée de la Constitution soviétique de 1936, est adoptée, institutionnalisant le concept de dictature du prolétariat. Le poste de président de la République est remplacé par celui, plus honorifique, de président du Conseil d'État, assumé par Aleksander Zawadzki. Bolesław Bierut devient, lui, chef du gouvernement, demeurant la personnalité la plus importante du régime.
À la suite de la mort de Staline en 1953, une relative libéralisation politique est mise en place : le développement du réseau d'informateurs est interrompu, le personnel des Services de sécurité est réduit et les procès se font plus rares. Le procès de Gomułka, initialement prévu, n'a finalement pas lieu; il est discrètement libéré en 1955. La répression politique demeure cependant présente, notamment à l'encontre de l’Église: le cardinal Stefan Wyszyński, primat de Pologne, est arrêté en septembre 1953, l'évêque de Kielce, Czeslaw Kaczmarek, est condamné à 12 ans de prison. Plus de 30 000 prisonniers politiques demeurent encore emprisonnés, bien que leurs conditions d'incarcération s'améliorent. La plupart bénéficieront finalement d'une amnistie. La Diète, longtemps muette, reprend de libres débats et une relative liberté de presse est tolérée.

## Dégel politique en 1956

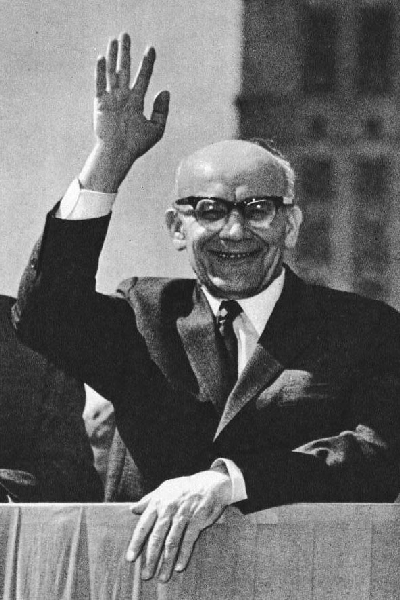
Władysław Gomułka.

Le 12 mars 1956, Bolesław Bierut meurt, remplacé à la tête du Parti par Edward Ochab, tandis que Józef Cyrankiewicz redevient président du Conseil. L'impopularité du régime demeure cependant grande, le fossé se creusant avec les classes ouvrière et paysanne tant les mesures qui accompagnent la déstalinisation s'avèrent insuffisantes : en juin 1956, une grève spectaculaire se déclenche à Poznań, où 50 000 ouvriers manifestent pour réclamer une amélioration de leur niveau de vie, des élections libres et le départ de l'Armée rouge du territoire polonais. La direction du parti, décapitée par la mort récente de Bierut, apparaît dépassée. L'URSS, d'abord menaçante, se rallie finalement à l'idée de changement : les 19 octobre et 20 octobre, Nikita Khrouchtchev, Anastase Mikoïan, Lazare Kaganovitch et Viatcheslav Molotov effectuent un voyage-éclair à Varsovie. Après enquête, Józef Cyrankiewicz reconnut que les troubles avaient des revendications justifiées. Le 21 octobre, au terme du VIII Plénum du Comité central du parti, Władysław Gomułka, considéré comme l'homme le plus apte à sauver le régime, reprend la tête du Parti ouvrier unifié polonais.
La revanche politique de Gomułka accentue nettement la détente : la collectivisation forcée est abandonnée, la plupart des coopératives agricoles sont dissoutes, et la censure se relâche. Le cardinal Wyszyński est relâché dès le 26 octobre. Le KBP est dissous et le Service de Sécurité intégré au ministère de l'Intérieur, tandis que le nombre de fonctionnaires des services de policiers est diminué et que 60 % des informateurs sont congédiés. Les derniers conseillers soviétiques quittent la Pologne, remplacés par une mission officielle du KGB. Un accord est signé le 15 novembre avec l'URSS : la Pologne demeure dans le camp socialiste, sur un pied d'indépendance et d'égalité. L'URSS s'engage à ne pas interférer dans les affaires intérieures polonaises et à relever le prix d'achat du charbon polonais. Le Parti connaît un rajeunissement de ses cadres. L’avortement devient légal et gratuit (et le restera jusqu'en 1993). Les élections se déroulent sur liste unique, mais cette liste comporte moitié plus de candidats qu'il n'y a de sièges, permettant aux citoyens un certain choix. Parmi les députés sans parti, quelques catholiques forment le groupe Znak.
À partir de 1957, la Pologne commence à normaliser ses relations avec l'Allemagne de l'Ouest, en s'attaquant notamment au problème des citoyens allemands englobés en 1945 par la nouvelle frontière germano-polonaise : 220 000 d'entre eux sont autorisés à émigrer en RFA. En 1958, la Pologne accepte une importante aide économique de la part des États-Unis,. Le ministre des Affaires étrangères, Adam Rapacky, propose en 1958 un plan de dénucléarisation de l'Europe centrale.

## Nouveau raidissement
La détente politique n'est cependant que relative : les services de renseignements sont toujours actifs et, bien qu'ayant réduit leurs effectifs, ont perfectionné leurs techniques d'espionnage. Inquiet de l'ampleur que risque de prendre le mouvement de libéralisation, Gomułka donne dès 1958 les signes d'un nouveau raidissement politique, lançant des attaques contre les « révisionnistes » et préconisant la reconstitution des coopératives agricoles. En janvier 1959, l'enseignement religieux est supprimé dans les écoles publiques. En 1963, une campagne est lancée contre les intellectuels. En 1966, la Pologne refuse la venue du pape Paul VI pour les célébrations du millénaire de la Pologne ; l'année suivante, les relations avec le Vatican s'améliorent cependant.
Vers le milieu des années 1960, la Pologne connaît une période de croissance économique, qui n'est cependant que temporaire. Gomułka poursuit son raidissement politique, et les troupes polonaises participent à la répression du printemps de Prague. En 1969, la Pologne poursuit la normalisation de ses relations avec l'Allemagne de l'Ouest, le gouvernement de Willy Brandt reconnaissant par le traité de Varsovie (18 novembre 1970) la frontière germano-polonaise. La situation économique polonaise s'aggrave à la fin de la décennie ; en décembre 1970, une augmentation brusque des prix entraîne une vague de grèves, qui débouchent sur des émeutes brutales : du 15 au 18 décembre, des révoltes éclatent à Gdańsk, Gdynia et Szczecin, où des foules d'ouvriers prennent d'assaut les sièges du Parti communiste et de la police. Plusieurs dizaines de personnes sont tuées dans la répression mise en œuvre par la police et la Milice. Le Parti constate que des réformes sont inévitables et obtient l'aval en ce sens de Léonid Brejnev : le 20 décembre, Gomułka démissionne, officiellement pour raisons de santé. Il est remplacé par Edward Gierek à la tête du Parti ouvrier unifié polonais. Józef Cyrankiewicz devient chef de l'État et est remplacé à la tête du gouvernement par Piotr Jaroszewicz.
Le gouvernement présente un nouveau programme économique basé sur l’emprunt à large échelle à l’Occident et ayant un impact immédiat en augmentant le niveau de vie de la population. Les expatriés polonais sont invités à revenir au pays et à y investir. La politique de détente envers l'Allemagne de l'Ouest est poursuivie : entre 1970 et 1975, le gouvernement allemand obtient un nouveau rapatriement de plus de 20 000 Allemands, moyennant un lourde compensation financière.

## Contestation politique

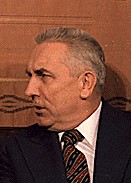
Edward Gierek.

Cependant, l'économie polonaise périclite à nouveau, subissant les conséquences du premier choc pétrolier de 1973. En 1976, de nouvelles hausses de prix deviennent inévitables. Vers la fin des années 1970, Edward Gierek fait face à une nouvelle vague de protestations publiques. En 1976 est créé le Comité de défense des ouvriers (KOR), dont Jacek Kuroń est membre. En 1978, l’élection du cardinal Karol Wojtyla comme Pape, sous le nom de Jean-Paul II, donne un nouveau souffle à l’opposition au communisme en Pologne. En 1979, le pape réalise une visite en Pologne, attirant plus de 500 000 personnes.
La situation économique continue de s'aggraver, entraînant bientôt des situations de quasi-pénurie. Une série de grèves se déclenche à l'été 1980 : 8 juillet, la protestation se déclenche aux usines d'hélicoptères en banlieue de Lublin. Le 14 août 1980, une grève encore plus importante se déclenche aux chantiers navals de Gdańsk. Le 31 août, l'accord de Gdansk est signé et le syndicat indépendant Solidarność se constitue officiellement, sous la direction de l'électricien Lech Wałęsa. Pour la première fois dans un pays sous domination soviétique, les syndicats libres obtiennent d'être autorisés. Le 5 septembre 1980, Gierek démissionne et laisse la direction du parti à Stanisław Kania. En septembre 1981, Solidarność tient son premier congrès officiel, Wałęsa étant élu à sa présidence. L'aile dure du Parti ouvrier unifié polonais ne désarme cependant pas et, le 11 février 1981, favorise la nomination comme chef du gouvernement du général Wojciech Jaruzelski, ministre de la Défense depuis 1969. Le 18 octobre, Jaruzelski remplace Stanisław Kania à la tête du Parti.

## Répression politique et déclin du régime

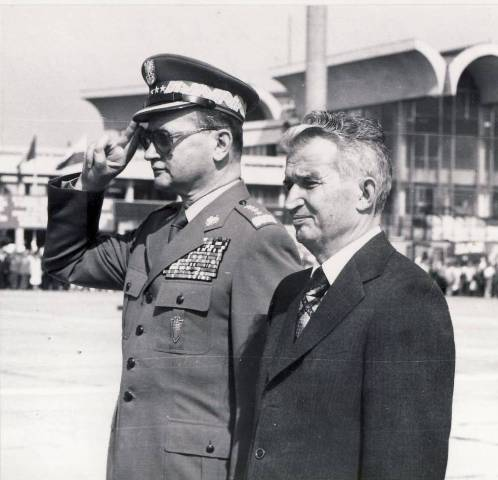
Wojciech Jaruzelski en compagnie de Nicolae Ceaușescu, lors d'une visite en république socialiste de Roumanie.

En décembre 1981, face à la force croissante de l’opposition, et prétextant la gravité de la situation politique et sociale ainsi que le risque d'une intervention soviétique, le gouvernement de Wojciech Jaruzelski déclare la loi martiale. Lech Wałęsa est arrêté et demeure détenu jusqu'à la fin 1982. Les grèves sont réprimées par la force, entraînant plusieurs dizaines de victimes. Un couvre-feu est imposé, et les syndicats libres sont interdits : Solidarność continue cependant d'exister en tant que syndicat clandestin ; le 31 août 1982, le mouvement organise dans plusieurs villes de Pologne des manifestations, brutalement réprimées par les autorités. Une vague de soutien envers Solidarność est déclenchée en Occident.
L'état de siège dure jusqu'en juillet 1983. Jaruzelski, qui devient chef de l'État le 6 novembre 1985, maintient un équilibre entre les revendications populaires, soutenues par l'Église catholique, et les exigences soviétiques. Il parvient à obtenir la reconnaissance politique des gouvernements occidentaux, qui accordent à la Pologne une importante aide financière. La situation économique de la Pologne demeure préoccupante, aggravée par le contexte politique; le pouvoir est contraint d'introduire, à petite échelle, des réformes économiques libérales. Solidarność, toujours interdit, conserve son aura de principal mouvement d'opposition, tandis que le Parti ouvrier unifié polonais voit son nombre d'adhérents chuter. Des mouvements de protestation comme Alternative orange se développent. Le régime communiste apparaît impuissant, tant à juguler la contestation qu'à améliorer durablement la situation économique, alors que Mikhaïl Gorbatchev lance en URSS la politique de Perestroïka. En 1987, le gouvernement est forcé d'augmenter les prix de 110 % : tentant d'obtenir un assentiment populaire, le régime organise le 29 novembre un référendum visant à faire approuver la hausse des prix. Le référendum est finalement rejeté par environ 70 % des électeurs. Le gouvernement met tout de même en œuvre la hausse des prix le 1er février 1988, inaugurant une période d'hyperinflation.
Le mécontentement populaire est de plus en plus fort : en mars 1988, des manifestations étudiantes se déclenchent. À partir du 25 avril, la Pologne connaît de très importantes grèves ouvrières : malgré la répression policière, les manifestations se succèdent. À l'été 1988, une nouvelle vague de grèves, plus importante, parcourt les mines du pays. Le gouvernement est contraint de faire appel à Lech Wałęsa comme négociateur pour calmer les grèves. Le 18 décembre, Wałęsa forme les Comités citoyens Solidarité (Komitet Obywatelski Solidarność) : Solidarność sort de l'illégalité.

## Chute du régime
La situation politique en Pologne donne le coup d'envoi à la chute des régimes communistes en Europe. Du 6 février au 4 avril 1989, le gouvernement mène avec l'opposition les pourparlers dits de la Table ronde polonaise (en). Un accord est finalement atteint, prévoyant des élections législatives libres, ainsi qu'un amendement de la constitution entraînant le retour au bicamérisme avec la création d'un Sénat, et la création d'un poste de président de la République, pour lequel Wojciech Jaruzelski est le seul candidat autorisé. Le 4 juin, les élections voient le triomphe de Solidarność, dont les candidats remportent 99 % des sièges au Sénat et 35 % des sièges à la Diète. Wojciech Jaruzelski, candidat unique, est élu président de la République par le parlement avec une seule voix de majorité, de nombreux parlementaires de Solidarność ayant émis des votes blancs ou nuls.
Solidarność refuse tout accord de coalition avec le Parti ouvrier unifié polonais. Jaruzelski est contraint de nommer Premier ministre Tadeusz Mazowiecki, qui est investi le 19 août par la Diète à une écrasante majorité. À partir de l'automne 1989, les régimes du bloc de l'Est tombent les uns après les autres. En décembre, le Parlement polonais élimine de la constitution toute référence au rôle dirigeant du parti, le pays reprenant le nom officiel de république de Pologne (Rzeczpospolita Polska). Le 30 janvier 1990, le Parti ouvrier unifié polonais s'auto-dissout. Wojciech Jaruzelski, privé de tout pouvoir, démissionne : le 23 décembre 1990, Lech Wałęsa est élu président de la République, dans un scrutin tenu cette fois au suffrage universel.